# سوسن أصفر
السوسن الشمالي الكاذب أو السوسن الأصفر أو سياف أو سوسن المناقع سوسن (باللاتينية: Iris pseudacorus) هو أحد أنواع السوسن من الفصيلة السوسنية.

## الموئل والانتشار
هو من أكثر أنواع السوسن انتشارا حيث سجل وجوده في بلاد الشام والمغرب العربي وتركيا والقوقاز وكل مناطق أوروبا.

## الوصف النباتي
زهرته صفراء.

## معرض الصور

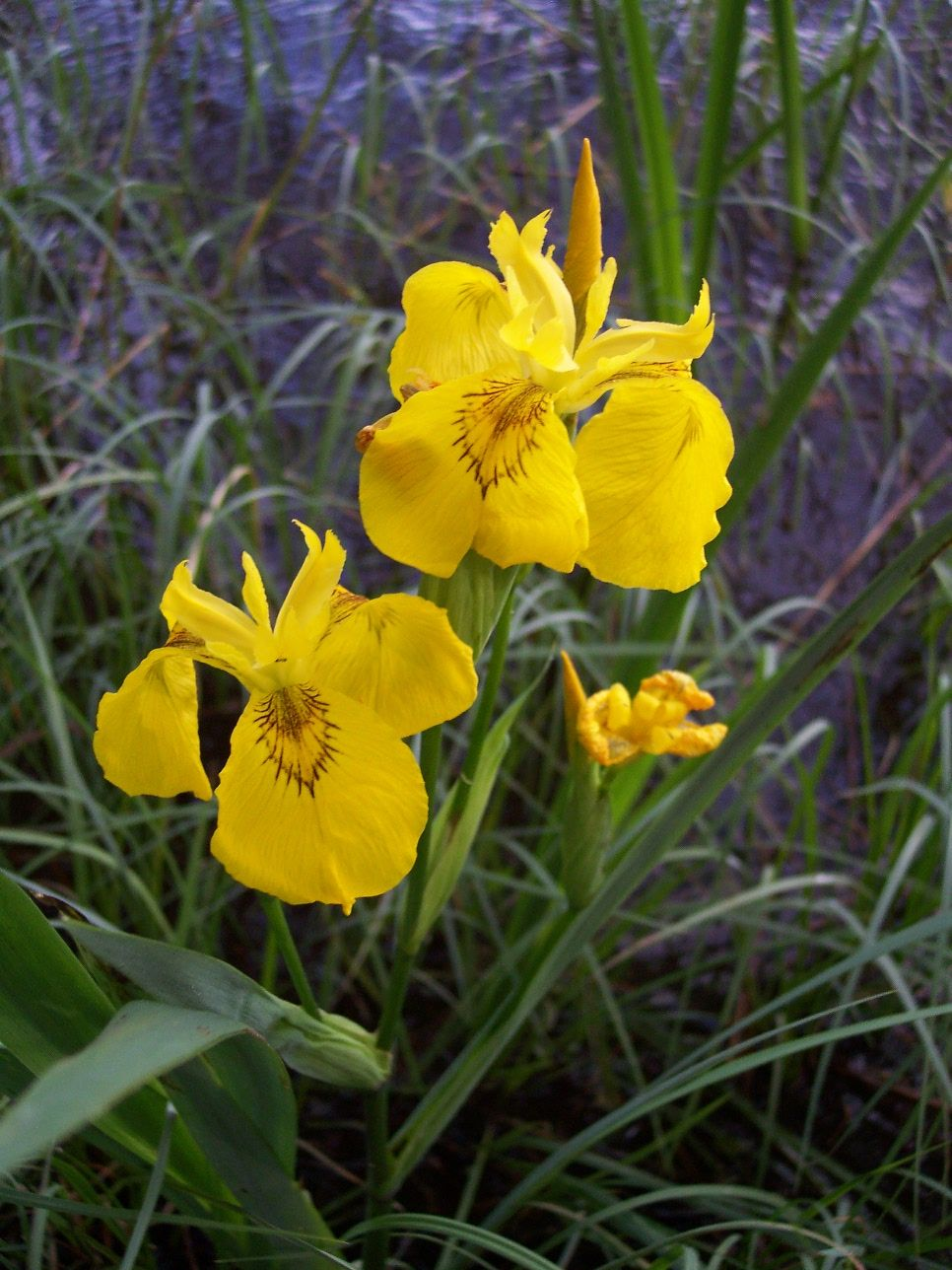
سوسن شمالي في السويد
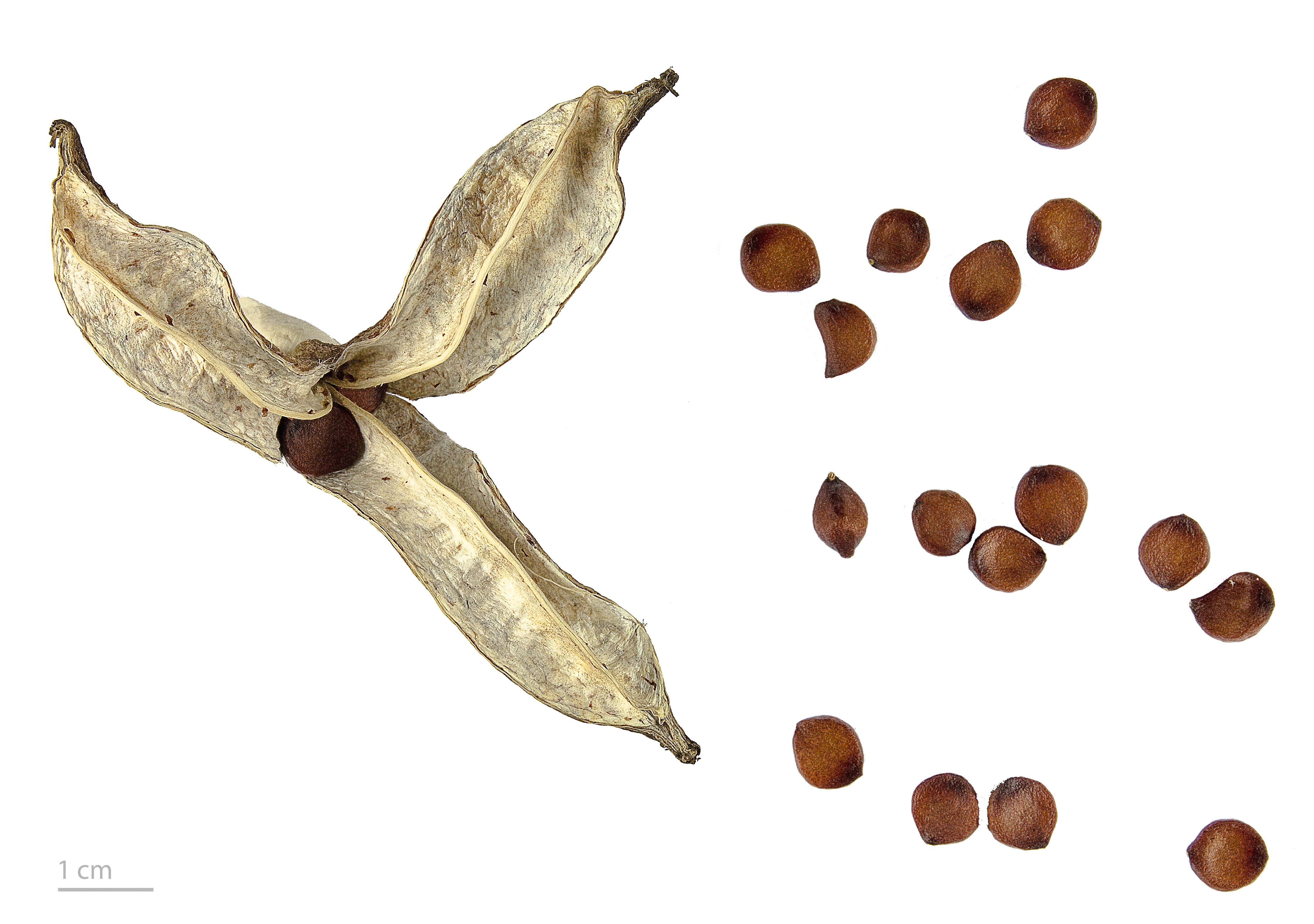
Iris pseudacorus